# Церковь Карла Мученика (Фалмут)
Церковь короля Карла Мученика (корн. Eglos Karol Myghtern ha Merther, англ. Church of King Charles the Martyr) — англиканская церковь, расположенная в городе Фалмут, Англия.
Фундамент церкви был заложен сэром Питером Киллигрю 29 августа 1662 года. Примерно через 18 месяцев, 21 февраля 1664 года, Джон Бедфорд, ректор Герранса в Розленде, произнес первую проповедь в церкви, и 22 августа 1665 года она была освящена. Сын Джона Бедфорда, Фрэнсис Бедфорд, затем был назначен первым ректором Сетом Уордом, епископом Эксетера.
Церковь была посвящена королю Карлу Мученику, титулу короля Карла I в память о его казни 30 января 1649 года после Гражданской войны в Англии.
С момента освящения церковь претерпела множество изменений. Первоначально предполагалось, что здание имело площадь около 66 квадратных футов. В 1684 году Уолтер Куарме, третий настоятель, сделал первые пристройки к церкви. Алтарь был построен в восточной части, и была построена самая низкая часть башни. В 1686 году на средства сэра Питера Киллигрю в западной части была построена галерея. Галерея над северным проходом была добавлена в 1699 году, а в 1702 году была построена галерея над южным проходом. Также в 1702 году в Вест-Энде был установлен первый орган, построенный Джоном Расселом из Лондона. В 1738 году башню подняли, в это время купили 12-пудовый колокол.